# Bolvașnița
Bolvașnița – wieś w Rumunii, w okręgu Caraș-Severin, w gminie Bolvașnița. W 2011 roku liczyła 467 mieszkańców. 